# Julia Albrecht (Schauspielerin)
Julia Albrecht (* 23. Januar 1996 in Berlin) ist eine deutsche Schauspielerin.

## Leben
Albrecht besuchte ein Gymnasium in Berlin, das sie 2014 mit dem Abitur verließ. Sie erlernte früh Kunstturnen und Ballett. Darüber hinaus spielte sie einige Jahre lang auch Fußball. Seit ihrer Kindheit spielt sie Klavier, später erlernte sie auch das Gitarrespielen. Von 2010 bis 2012 machte sie ihre Schauspielausbildung an der Bühnenkunstschule „Academy“ in Berlin. Sie spielte schon in jungen Jahren kleinere Rollen auf der Bühne, in einem Werbespot und in einem Musikvideo, erstellt aber auch selber Filme. So erhielt sie 2012 den ersten Preis für ihren Film Tanzwaffe beim Kurzfilmfestival „Gib mir Fünf“.
Vom 28. Januar 2015 (Folge 2105) bis 25. Januar 2016 (Folge 2353) war sie in der RTL-Soap Alles was zählt als Florentine „Flo“ Brück zu sehen. Es war ihre erste größere TV-Rolle.

## Filmografie
- 2004: Polizeiruf 110: Dumm wie Brot
- 2009: Effi Briest
- 2012: Familie Dr. Kleist
- 2015–2016: Alles was zählt